# Hyposidra unimacula
Hyposidra unimacula är en fjärilsart som beskrevs av W. Warren 1897. Hyposidra unimacula ingår i släktet Hyposidra och familjen mätare. Inga underarter finns listade i Catalogue of Life.